# Sonderposten (Kommunalfinanzen)
Bestimmte Finanzierungsformen der Kommunen werden als Sonderposten auf der Passivseite der kommunalen Bilanz (Vermögensrechnung) gebucht. Die beiden wesentlichen Typen sind:
- Sonderposten aus Zuweisungen anderer öffentlicher Stellen (Fördermittel) und
- Sonderposten aus Beiträgen, Baukosten- und Investitionszuschüssen.

Kommunen erhalten für bestimmte Investitionen Fördermittel des Landes oder der EU. Außerdem erheben sie z. B. beim Straßenbau Beiträge der Anlieger. Diese Mittel stellen kein Eigenkapital der Gemeinden dar, da sie nicht aus eigener Steuerkraft erwirtschaftet wurden. Es handelt sich aber auch nicht um Kredite, da keine Rückzahlungspflicht besteht.
Fördermittel und Beiträge bilden deshalb ein eigenständiges Finanzierungselement und werden als Sonderposten passiviert.
Beispiel: Eine Gemeinde baut für 100.000 € eine Straße aus. 60 % zahlen die Anlieger, 10 % sind Fördermittel des Landes, 20 % werden über einen 10-jährigen Kredit zu 4 % finanziert und 10 % kann die Gemeinde aus eigenen Mitteln (Rücklagen) aufbringen.
Auf der Aktivseite der kommunalen Bilanz erscheint nun ein Anlagevermögen von 100.000 €.
Auf der Passivseite stehen nun 10.000 € Rücklagen, 70.000 € Sonderposten (Anlieger und Landesmittel) und 20.000 € Bankverbindlichkeiten.
Die Sonderposten werden mit der Aktivierung bzw. mit Beginn der Abschreibung über den Abschreibungszeitraum des damit finanzierten Vorhabens aufgelöst. Nach Ende der vorgesehenen Nutzungsdauer sind sie also verbraucht.
Fortsetzung des Beispiels: Die Straße hat eine Nutzungsdauer von 20 Jahren. Dies bedeutet, dass jährlich 5.000 € die kommunale Ergebnisrechnung als Abschreibungen belasten. Parallel dazu wird der Sonderposten auch über 20 Jahre aufgelöst. Dies bedeutet einen Ertrag von 3.500 €. Vor Berücksichtigung der Zinszahlungen belastet der Bau der Straße die gemeindliche Ergebnisrechnung nur mit 1.500 € jährlich, obwohl der Werteverzehr 5.000 € beträgt. Bezieht man den Zinsaufwand von 800 € mit ein, so ergibt sich eine Belastung von 2.300 €.
In der Finanzrechnung erscheinen weder die Abschreibungen noch die Auflösung der Sonderposten, da sie keine Zahlungen in den Folgejahren mehr auslösen. Dafür erscheint dort neben der jährlichen Zinszahlung von 80 € auch die jährliche Tilgung von 2.000 €. Im ersten Jahr schließt also die Finanzrechnung (unter der Annahme, es gibt keine weiteren Positionen) mit einem Minus von 2.080 € ab.
Bei der Ermittlung der Eigenkapitalquote werden die Sonderposten üblicherweise dem Eigenkapital zugeordnet, da für die passivierten Zuwendungen und Beiträge keine oder nur bedingte Rückzahlungsverpflichtungen (so z. B. bei Nichteinhalten der Förderbedingungen) bestehen. Rückstellungen hingegen werden üblicherweise dem Fremdkapital zugeordnet, da für diese sehr wohl eine (wenn auch unbestimmte) zukünftige Zahlungsverpflichtung besteht.